# Nepterotaea marjorae
Nepterotaea marjorae là một loài bướm đêm trong họ Geometridae.